# Crise politique de 2020 au Salvador
La crise politique de 2020 au Salvador débute le 9 février lorsque le gouvernement du président Nayib Bukele ordonne l'entrée des troupes de l'armée du Salvador dans les installations de l'Assemblée Législative.

## Antécédents
La crise naît d'un désaccord entre les pouvoirs exécutif et législatif au sujet d'un prêt de 109 millions de dollars américains pour l'amélioration de la Police nationale civile (es) et des Forces armées face à l'augmentation du taux de délinquance dans le pays, visant notamment à lutter contre les gangs locaux, les « Maras ». Le 7 février, Bukele invoque l'alinéa 7 de l'article 167 de la Constitution de la République, qui appelle le Conseil de Ministres à « convoquer extraordinairement l'Assemblée Législative, lorsque les intérêts de la République le demandent ». Comme réponse, le Parlement du Salvador approuve une motion déclarant inconvenante la convocation extraordinaire pour approuver des fonds pour le plan de sécurité.

## Crise
Le 8 février, le Président mentionne la possibilité de l'application de l'article 87, qui autorise une insurrection populaire en cas de rupture de l'ordre constitutionnel. Bien que reconnaissant qu'il n'est pas rompu, Bukele soutient qu'il serait mis à mal dans le cas où les parlementaires de l'Assemblée nationale ne répondraient pas à son appel de la veille.
Le 9 février, Bukele, en accord avec ce qu'il avait annoncé, entre entouré de gardes des forces publiques dans le Salon Bleu et s'assoit sur la chaise du président de l'Assemblée Mario Ponce. Installé à la tribune, le président menace alors de dissoudre l'assemblée avant d'éclater en sanglots et d'effectuer une brève prière. Annonçant solennellement avoir entendu Dieu lui parler pour l'encourager à faire preuve de patience, il renonce à dissoudre l'assemblée, puis s'adresse à une foule de partisans aux portes du bâtiment dans un discours enflammé où il décrit les députés comme des « voleurs et des scélérats »,. Le jour suivant, la Cour Suprême de Justice du Salvador interdit au président de convoquer le parlement et interdit également à toutes les forces publiques, ministère de la Défense compris, d'exercer les diverses fonctions présidentielles permises par la Constitution. Bukele rejette cette demande, affirmant que « le système s'autoprotège ». Les partis adverses aussi bien de droite, comme Alliance républicaine nationaliste (ARENA), que de gauche, comme le Front Farabundo Martí de Libération Nationale (FMLN) s'indignent de l'entrée de troupes au parlement, qualifiant l'évènement d'« auto-coup d'État »[réf. souhaitée].

## Réactions
De petites manifestations contre Bukele sont organisées, notamment à l'université du Salvador (UES) à San Salvador. Amnesty International et Human Rights Watch qualifient de « dangereux » et « graves » les agissements du Président. Le FMLN révèle que plusieurs de ses parlementaires sont harcelés par le gouvernement et demande que soient interpellés plusieurs Ministres pour leur participation à l'irruption des troupes dans l'Assemblée Législative du Salvador,.
D'autre part, la Commission Interaméricaine des Droits de l'Homme (CIDH) de l'Organisation des États Américains demande au Salvador de "résoudre pacifiquement la crise actuelle" et de "respecter la séparation des pouvoirs et la Constitution".
L'ambassadeur américain Ronald Douglas Johnson  et le président du Comité de Relations Extérieures du Congrès des États-Unis, Eliot Engel qualifient ces actions d'“inacceptables” et de “violations de la séparation des pouvoirs des institutions démocratiques du pays”.
Le 24 février, monseigneur José Luis Escobar, président de la Conférence épiscopale du Salvador demande que « le ton des attaques mutuelles soit descendu, parce que de cette façon nous ne pouvons pas avancer, parce qu'à la fin celui qui sort affecté c'est le peuple » pour éviter un nouveau conflit, en référence à la Guerre civile du Salvador de 1979 à 1992.